# Anacleto Oliveira
Anacleto Cordeiro Gonçalves de Oliveira (ur. 17 lipca 1946 w Cortes, zm. 18 września 2020 w Almodôvar) – portugalski duchowny rzymskokatolicki, biskup Viana do Castelo w latach 2010–2020.

## Życiorys
Święcenia kapłańskie otrzymał 15 sierpnia 1970 i został inkardynowany do diecezji Leiria-Fátima. Po studiach odbytych w Rzymie został wykładowcą instytutu w Coimbrze, a następnie wyjechał na studia doktoranckie do Münsteru w Niemczech. Tam pracował także jako duszpasterz mniejszości portugalskiej. W 1987 uzyskał tytuł doktora egzegezy biblijnej na Westfalskim Uniwersytecie Wilhelma. Po powrocie do kraju ponownie objął funkcję wykładowcy w Coimbrze.
4 lutego 2005 papież Jan Paweł II mianował go biskupem pomocniczym Lizbony, ze stolicą tytularną Aquae Flaviae. Sakry biskupiej udzielił mu 24 kwietnia 2005 w Fatimie bp Serafim de Sousa Ferreira e Silva.
11 czerwca 2010 został mianowany biskupem diecezji Viana do Castelo, zaś 15 sierpnia 2010 kanonicznie objął urząd.
Zginął w wypadku samochodowym 18 września 2020.